# Championnat du monde de hockey sur glace 1989
Navigation
Autriche 1987 Suisse 1990
Le Championnat du monde de hockey sur glace 1989 eu lieu du 15 avril au 1er mai à Stockholm et Södertälje en Suède. Ce fut le 53e championnat du monde de hockey sur glace mais également le 64e championnat d'Europe de hockey sur glace.

## Mondial A

### Classement mondial
| Monde  | Nation           |
| ------ | ---------------- |
| Or     | Union soviétique |
| Argent | Canada           |
| Bronze | Tchécoslovaquie  |
| 4      | Suède            |
| 5      | Finlande         |
| 6      | États-Unis       |
| 7      | Allemagne        |
| 8      | Pologne          |

#### Effectif vainqueur
| Place | Pays             | Joueurs |
| ----- | ---------------- | --- |
| 1     | Union soviétique | Viatcheslav Bykov, Sergueï Fiodorov, Andreï Khomoutov, Sergueï Mikhaïlovitch Makarov, Valeri Kamenski, Vladimir Kroutov, Dmitri Kvartalnov, Valeri Chiriaïev, Viatcheslav Fetissov, Iouri Khmyliov, Igor Larionov, Vladimir Konstantinov, Alekseï Goussarov, Aleksandr Moguilny, Sergueï Nemtchinov, Alekseï Kassatonov, Ilia Biakine, Aleksandr Tchiornykh, Sergueï Iachine, Sviatoslav Khalizov, Sergueï Mylnikov, Artūrs Irbe, Vladimir Mychkine |

### Classement européen
| Europe | Nation          |
| ------ | --------------- |
| 1      | URSS            |
| 2      | Tchécoslovaquie |
| 3      | Suède           |
| 4      | Finlande        |
| 5      | Pologne         |
| 6      | Allemagne       |

## Mondial B
| # | Équipe             | Pts | V | N | D | BP | BC |
| - | ------------------ | --- | - | - | - | -- | -- |
| 1 | Norvège            | 11  | 5 | 1 | 1 | 28 | 16 |
| 2 | Italie             | 11  | 5 | 1 | 1 | 37 | 16 |
| 3 | France             | 10  | 4 | 2 | 1 | 29 | 18 |
| 4 | Suisse             | 10  | 5 | 0 | 2 | 40 | 21 |
| 5 | Allemagne de l'Est | 6   | 3 | 0 | 4 | 22 | 29 |
| 6 | Autriche           | 4   | 2 | 0 | 5 | 25 | 32 |
| 7 | Japon              | 4   | 2 | 0 | 5 | 20 | 34 |
| 8 | Danemark           | 0   | 0 | 0 | 7 | 9  | 44 |